# 小行星4762
小行星4762（4762 Dobrynya）是一颗绕太阳运转的小行星，为主小行星带小行星。该小行星于1982年9月16日发现。

## 轨道参数
小行星4762的轨道半长轴为2.3580384 UA，离心率为0.201。